# گرینگو

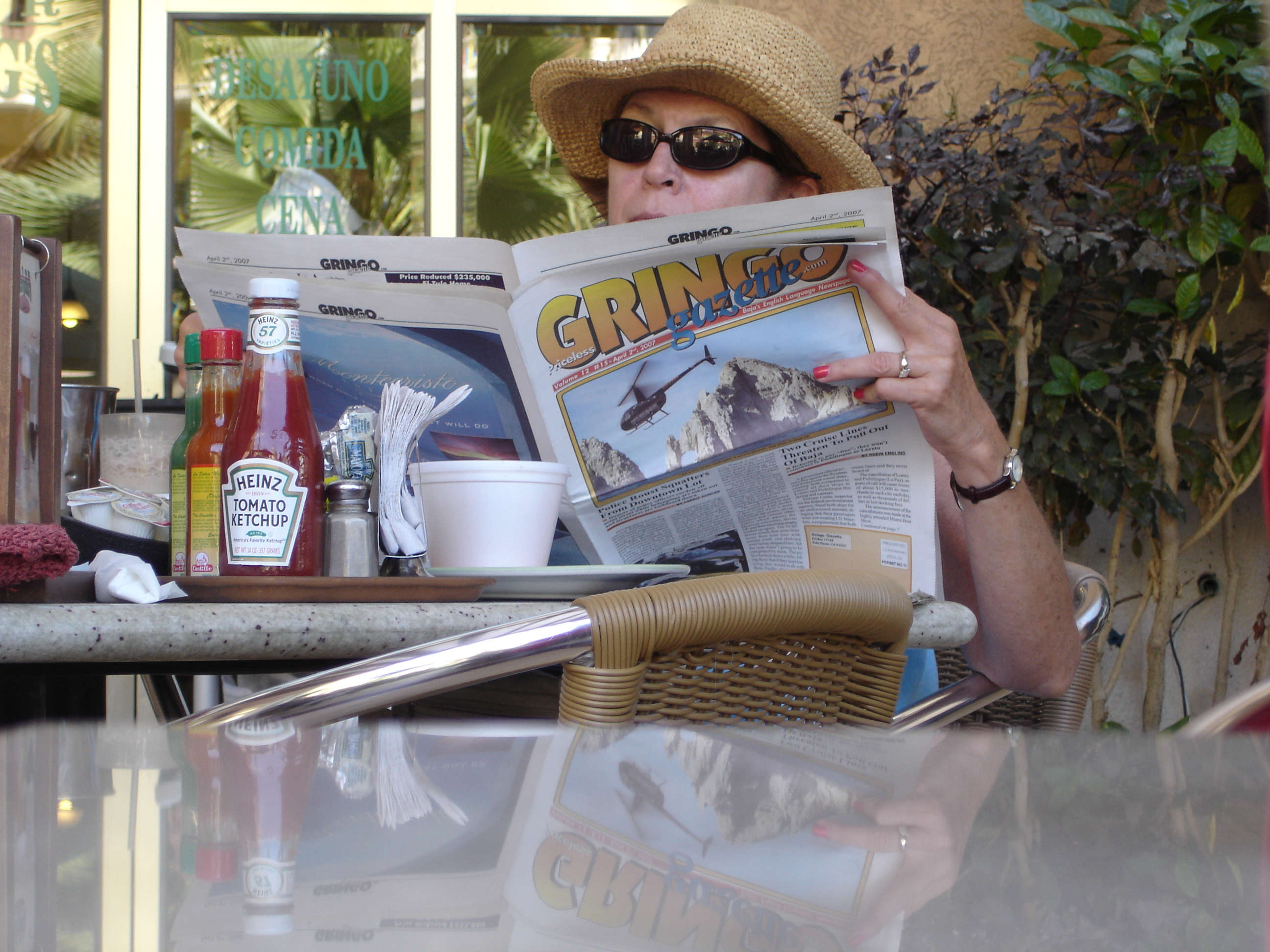
زنی در حال مطالعه روزنامه انگلیسی گرینگو گزت در باخا کالیفرنیا سور، مکزیک

گرینگو (اسپانیایی: Gringo‎) (‎/ˈɡrɪŋɡoʊ/‎, اسپانیایی: [ˈɡɾiŋɡo], پرتغالی:[ˈɡɾĩɡu]) (مذکر) یا گرینگا (مؤنث) شخصی است که از نقطه نظر کشورهای اسپانیایی‌زبان و پرتغالی‌زبان در آمریکای لاتین خارجی محسوب شود. معمولا گرینگو به خارجی‌های اهل ایالات متحده آمریکا یا (تا حد کمتری) اروپا اشاره دارد. در انگلیسی غالباً دلالت‌های تحقیرآلود به همراه دارد و و در پرتغالی و اسپانیولی نیز گهگاه این چنین است. دیگر دلالت‌های ممکن آن شامل تک‌زبانگی، درک نکردن فرهنگ هیسپانیک، و موی بلوند با پوست سفید است.
ریشه این کلمه جمله ی Green go home در زمان جنگ بوده است که گرین گو هوم ، به گرینگو اختصار یافته است.